# Michael Minkov
Michael Minkov es un lingüista y políglota búlgaro. Pasó sus años de infancia en Bulgaria y su adolescencia en el Liceo Francés de La Marsa en Túnez. Vivió, estudió y trabajó en Noruega, Islas Feroés, Estados Unidos, Reino Unido y Eslovenia. Después de haber pasado alrededor de 10 años en diversos países extranjeros, adquirió un gran interés por los idiomas y culturas.
Se graduó de la Universidad de Sofía en Bulgaria en 1987. En su temprana carrera académica se especializó en Inglés Antiguo y en Nórdico Antiguo. Hizo traducciones de ambos idiomas a francés y búlgaro; publicadas en Bélgica y Bulgaria. Posteriormente, escribió la primera gramática del Romaní búlgaro, publicado por el periódico de “The Gypsy Lore Society” en Estados Unidos. En la década de los noventa se dedicó a la antropología intercultural, enfocándose en las diferencias nacionales. Es autor de cuatro libros en esta área de estudio.
Es un discípulo y asociado académico de Geert Hofstede, siguiendo su paradigma de analizar bases de datos con el objetivo de descubrir dimensiones culturales y otros patrones. Algunos de los descubrimientos de Minkov han sido descritos por Hofstede como un enriquecimiento y actualización de su modelo clásico. Ambos publicaron recientemente varios artículos en periódicos académicos, así como también en la tercera edición de “Cultures and Organizations: Software of the mind” (Culturas y Organizaciones: Software de la mente). Geert Hofstede fue también un crítico externo oficial de la disertación de PhD de Minkov en antropología social, la cual obtuvo en la Universidad de Sofía en Bulgaria. Actualmente, Michael M. es catedrático de estudios interculturales de la Universidad de Sofía. Asimismo, ha colaborado como conferencista invitado frecuente en universidades europeas y del norte de África.
Tiene una Maestría en Artes, enfocado en lingüística, realizada en la Universidad de Sofía en Bulgaria en 1988 y un Doctorado Profesional en antropología social de la misma universidad en 2010. Sus estudios y publicaciones se enfocan en el ámbito de lenguas antiguas, antropología y ciencias administrativas. Este autor llevó a cabo un estudio mayor de comunicación intercultural; lo que lo llevó a publicar uno de sus libros más célebres: Cross-Cultural Analysis: the Science and Art of the World’s Modern Societies and their cultures (Análisis intercultural: la ciencia y arte de las sociedades modernas del mundo y sus culturas). Otro de sus libros basado en estudios interculturales es "Cultural differences in a Globalizing World" (Diferencias culturales en un mundo globalizado).

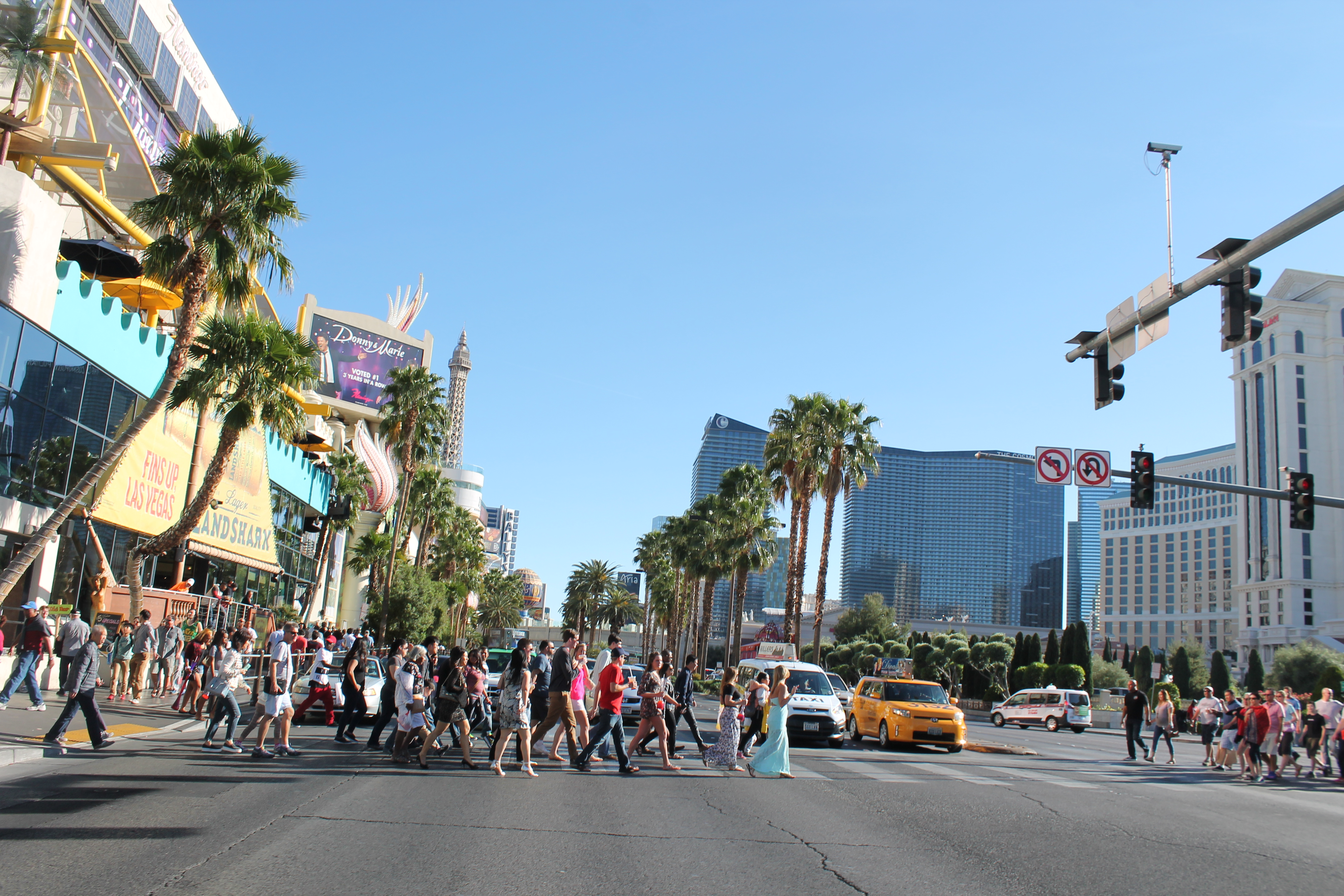
Las Vegas Blvd
Ciudad caracterizada por albergar representaciones de las sociedades modernas del mundo y su cultura. Plasmadas en obras arquitectónicas como en su gente diversa.

Se desempeña como catedrático de Concienciación Intercultural y Comportamiento Organizacional en la Universidad Internacional de Sofía en Bulgaria. Es reconocido por sus trabajos investigativos que han enriquecido y expandido el modelo de Hofstede sobre las dimensiones culturales. En coautoría con este último ha escrito numerosos artículos y la tercera edición de Hofstede’s classic “Cultures and Organizations; Software of the mind” en 2010. Además de catedrático, trabaja como tutor freelance y como consultor en el área de concienciación intercultural. Asimismo, ha encontrado nuevas relaciones culturales sorprendentes. Su dimensión de monumentalismo se convirtió en una orientación modificada de “largo plazo”. De su trabajo, una sexta dimensión cultural de “indulgencia versus restricción” fue añadida al modelo de cultura nacional de Hofstede.

## Nuevas Dimensiones
Michael Minkov, trabajando bajo la tutela de Geert Hofstede, revisó la investigación sociocultural e intercultural en los últimos 40 años, basándose en varias disciplinas, incluyendo la genética y la teoría de la personalidad. Desarrolló tres dimensiones culturales, principalmente usando los datos de la Encuesta Mundial de Valores; el apoyo y la justificación de los hallazgos consisten en correlaciones voluminosas y detalladas, y en comparaciones de una considerable variedad de datos disponibles públicamente. Él clasifica tres dimensiones culturales dicotómicas de la Encuesta mundial de valores publicada a partir de la página 3 Vol. 12, N.º 4 AIB Insights 5. A partir de los análisis de factores de los medios de los países en los elementos de los datos de la EMV (Encuesta Mundial de Valores en español), Minkov define tres dimensiones; dos de las cuales se integran en la teoría.

## Publicaciones

### Diferencias Culturales en un Mundo Globalizado (Cultural differences in a Globalizing World)
Este texto de 2011 explica la relación entre cultura y diferencias nacionales en fenómenos crucialmente importantes, tales como: velocidad de crecimiento económico, tasas de asesinato, y logros educativos. Sus capítulos se enfocan en estudios interculturales, dinamismo económico, universalismo versus exclusión, competencia reproductiva de toma de riesgos, monumentalismo versus flex-humildad (flexibilidad más humildad), y en los grupos culturales mundiales, estudio de la cultura y sus orígenes, estudios mayores de interculturalidad, industria versus indulgencia, hipermetropía versus prudencia, un mapa cultural del mundo y finalmente conclusiones relevantes. Cada capítulo contiene un subcapítulo en los cuales se discute las implicaciones de la gestión internacional y del comportamiento organizacional, haciendo al libro atractivo no sólo para los interesados en las ciencias sociales, sino también para los consultores en administración y ejecutivos de negocios.

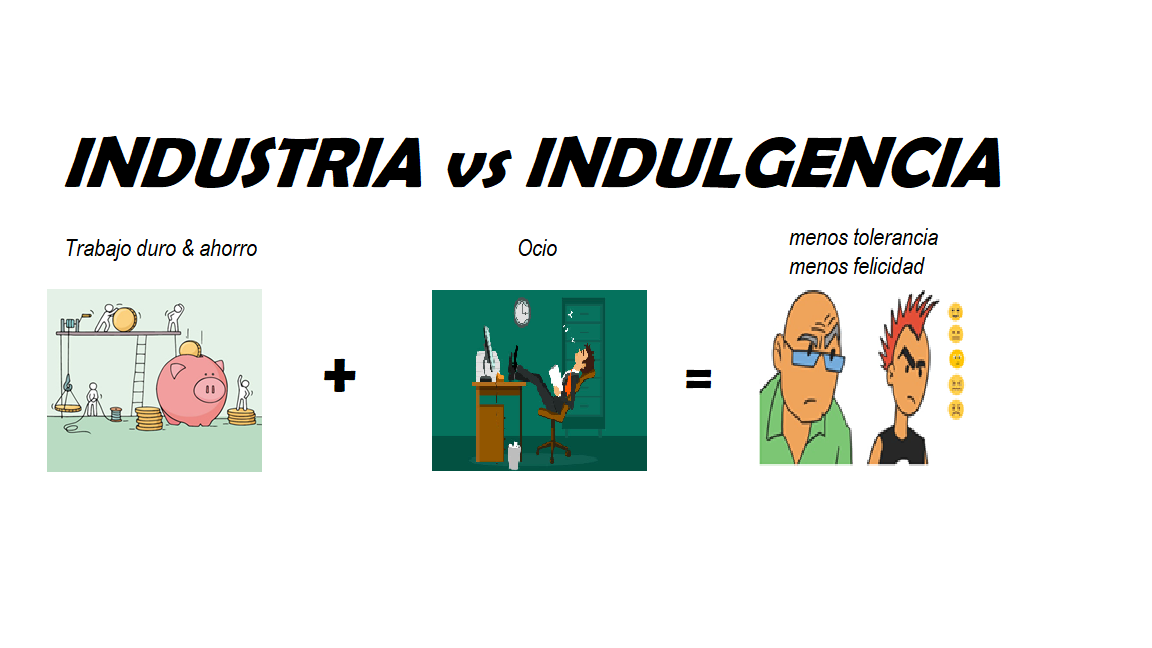
Michael Minkov desarrolló tres nuevas dimensiones culturales, basándose en varias disciplinas, incluyendo la genética y la teoría de la personalidad.

#### Dimensiones Culturales'

##### Industria versus Indulgencia
Refleja un contraste de valor trabajo duro y ahorro en la mayor parte de Asia y Europa del Este frente al ocio en el mundo desarrollado y gran parte de América Latina. Las naciones que priorizan el trabajo duro y el ahorro en el ocio tienden a lograr un crecimiento económico más rápido, independientemente de su riqueza nacional inicial. Desafortunadamente, esta combinación de valores va de la mano con una menor tolerancia social y, en última instancia, con una menor felicidad.

##### Monumentalismo versus Flexibilidad + Humildad
Diferencia cultural en la que el yo humano es orgulloso y estable (invariante) como un monumento monolítico de culturas en donde la atención se centra en la humildad y la flexibilidad, así como en la adaptabilidad y la imitación.

##### Hypometropia versus Prudencia

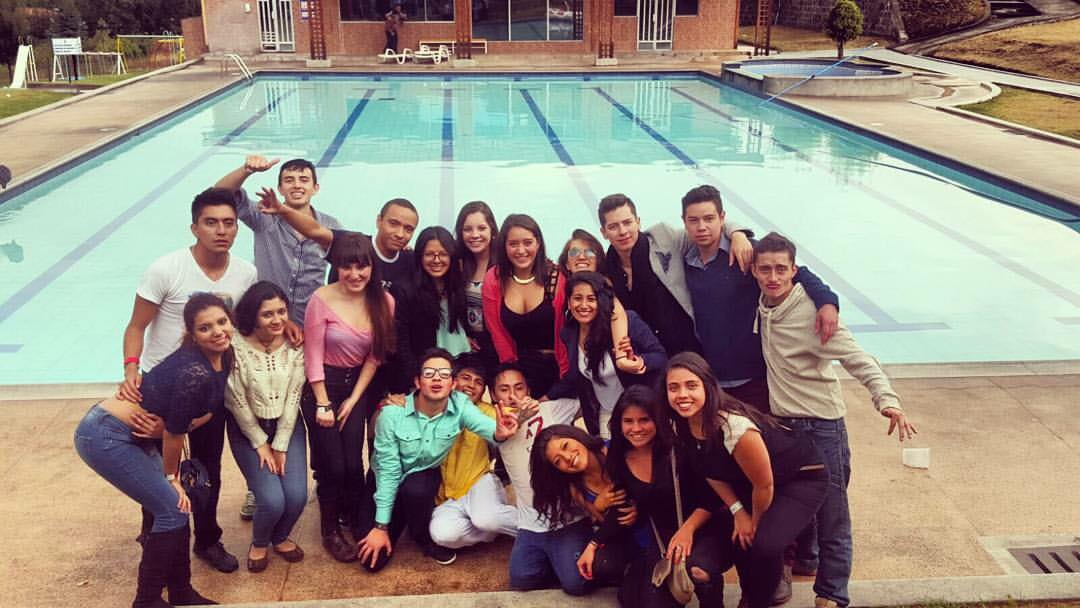
Hypometropia. Sensación que la vida es corta y debe vivirse aquí y ahora.

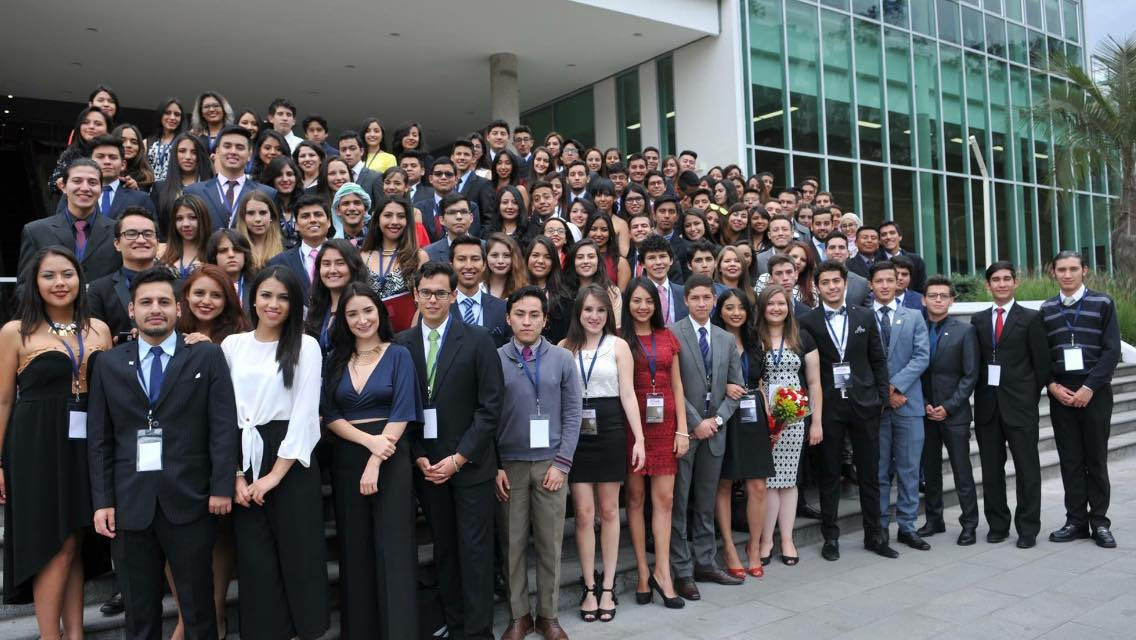
Prudencia. Imagen: Modelo de ONU UDLA 2017.

Se trata de las diferencias del horizonte temporal en la reproducción y sus consecuencias. En algunos segmentos de las poblaciones africanas y latinoamericanas, existe la sensación de que la vida es corta y debe vivirse aquí y ahora, incluso si esta visión a corto plazo conlleva riesgos significativos para el individuo. Esto se traduce en una fuerte competencia de apareamiento, expresada como la alta fecundidad adolescente, las redes sexuales y la proliferación del VIH, y las altas tasas de violación. En el extremo opuesto se encuentran las naciones de Asia oriental, donde se toma una perspectiva prudente a largo plazo sobre estos asuntos y todas las estadísticas relevantes son más bajas. Las naciones ricas europeas también gravitan hacia el este de Asia en este respecto, pero también lo hace el mundo árabe, donde la competencia de apareamiento libre no puede ocurrir y las tasas de VIH y asesinatos son consecuentemente bajas.

##### Exclusión versus Universalismo
Es una dimensión derivada de tres estadísticas nacionales. Representa un contraste entre las culturas de las naciones menos desarrolladas, donde los amigos y parientes intercambian diversos favores y privilegios, pero excluyen a los extraños de este círculo. Esto explica por qué las sociedades pobres se caracterizan invariablemente por un fuerte nepotismo, corrupción y una relativa falta de consideración hacia los extraños.

### 'Análisis Intercultural: La Ciencia y Arte de las Sociedades Modernas del Mundo y sus Culturas (Cross-Cultural Analysis: the Science and Art of the World’s Modern Societies and their cultures)
Cross-Cultural Analysis, publicada en 2012, es la secuela de Culture’s Consequences, la obra clásica publicada por Geert Hofstede, uno de los pensadores de gestión más influyentes de los tiempos modernos. El trabajo original de Hofstede presentaba un nuevo paradigma de investigación para el análisis intercultural: estudiar diferencias culturales a través de las dimensiones a nivel nacional (variables complejas definidas por artículos interrelacionados). Este paradigma ha sido progresivamente usado por cientos de estudiantes prominentes alrededor del mundo y ha producido resultados sólidos. Este texto examina críticamente en un volumen exhaustivo los enfoques actuales y prevalentes del análisis intercultural a nivel de las naciones que se han desarrollado desde el trabajo de Hofstede, ofreciendo a los estudiantes e investigadores las ventajas teóricas y prácticas, así como las dificultades potenciales de cada método.
La obra está estructurada en cuatro partes distintas. Las partes I y II se centran en los principales problemas teóricos y estadísticos en el análisis intercultural utilizando el enfoque de Hofstede y los diferentes métodos de investigación ahora asociados con él. La Parte II consiste en presentaciones de todos los estudios transculturales a gran escala bien conocidos desde el trabajo de Hofstede que han explicado la variación intercultural en términos de modelos dimensionales. La Parte III resume las conclusiones principales que se extraerán de las presentaciones en la Parte II y explica cómo los modelos propuestos han contribuido a la comprensión práctica de la diversidad intercultural.

## Clientes
Michael Minkov, además de su trabajo académico, se desempeña como consultor en el área de la concienciación intercultural. Entre sus clientes más importantes se puede mencionar a:
- AIMS Human Capital
- Air Liquide
- Avon
- Alpha SOT
- Heineken
- IBM
- Italcementi
- Lukoil
- Mondi International
- Nestlé
- Netinfo
- Coca Cola
- Hellenic
- SDI Group
- Schneider Electric